# Scythris limbella
Scythris limbella là một loài bướm đêm thuộc họ Scythrididae. Nó được tìm thấy ở hầu hết châu Âu (except Iceland, Ireland, và part of the Balkan Peninsula và Ukraina), phía đông into Nga.
Sải cánh dài khoảng 15 mm. Con trưởng thành bay từ tháng 6 đến tháng 9, possibly làm hai đợt.
Ấu trùng ăn the shoots và flowers of Chenopodium và Atriplex in a web.